# Hipposideros armiger
Hipposideros armiger је сисар из реда слепих мишева и фамилије Hipposideridae.

## Угроженост
Ова врста није угрожена, и наведена је као последња брига јер има широко распрострањење.

## Распрострањење
Ареал врсте покрива средњи број држава. 
Врста има станиште у Кини, Индији, Тајланду, Лаосу, Бурми, Вијетнаму, Хонгконгу, Непалу, Малезији и Камбоџи.

## Станиште
Станишта врсте су шуме, бамбусове шуме и речни екосистеми.